# 中原町 (神奈川県)
中原町（なかはらまち）は、1925年（大正14年）5月10日から1933年（昭和8年）8月1日まで存在した神奈川県橘樹郡の町。

## 概要
神奈川県橘樹郡中部の町。現在の神奈川県川崎市中原区のほぼ全域にあたる。

## 歴史

### 町名の由来
旧自治体名を継承。

### 沿革
- 1925年（大正14年）5月10日 - 中原村、住吉村（北加瀬を除く）が合併して中原町を新設。
- 1933年（昭和8年）8月1日 - 中原町が川崎市に編入。同日中原町廃止。
- 1972年（昭和47年）4月1日 - 川崎市が政令指定都市に指定され、旧町域が中原区になる。

## 交通

### 鉄道路線
- 南武鉄道（現JR東日本）
  - 本線（現南武線）：向河原駅 - グラウンド前停留場（現武蔵小杉駅） - 武蔵小杉停留場（廃駅） - 武蔵中原駅 - 武蔵新城停留場（現武蔵新城駅）
- 東京横浜電鉄（現東京急行電鉄）
  - 東横線：新丸子駅 - 元住吉駅

東急東横線、品鶴線（横須賀線、湘南新宿ライン）の武蔵小杉駅は、当時は未開業。

### 道路
- 府中街道（現国道409号）
- 中原街道
- 綱島街道

## 現在の町名
- 旧中原村：上丸子、上丸子天神町、丸子通、上丸子八幡町、上丸子山王町、新丸子町、新丸子東、小杉御殿町、小杉陣屋町、小杉町、小杉、宮内、上小田中、下小田中、新城、上新城、新城中町、下新城、等々力
- 旧住吉村（一部）：今井上町、今井仲町、今井南町、今井西町、木月、木月大町、木月祗園町、木月伊勢町、木月住吉町、市ノ坪、苅宿、井田、井田中ノ町、井田三舞町、井田杉山町